# Bahrajn na Mistrzostwach Świata w Lekkoatletyce 2022
Bahrajn na Mistrzostwach Świata w Lekkoatletyce 2022 – reprezentacja Bahrajnu podczas mistrzostw świata w Eugene liczyła 4 zawodników, występujących w 5 konkurencjach.

## Skład reprezentacji

### Kobiety
| Zawodniczka             | Konkurencja                 | Elimincje | Elimincje | Półfinał | Półfinał | Finał   | Finał   | Źródło      |
| Zawodniczka             | Konkurencja                 | Wynik     | Pozycja   | Wynik    | Pozycja  | Wynik   | Pozycja | Źródło      |
| ----------------------- | --------------------------- | --------- | --------- | -------- | -------- | ------- | ------- | ----------- |
| Edidiong Ofonime Odiong | bieg na 100 m               | 11,28     | 28. Q     | 11,56    | 22.      | NQ      | NQ      | [ 1 ] [ 2 ] |
| Edidiong Ofonime Odiong | bieg na 200 m               | 22,98     | 22. q     | 23,31    | 21.      | NQ      | NQ      | [ 3 ] [ 4 ] |
| Aminat Jamal            | bieg na 400 m przez płotki  | 56,78     | 29.       | NQ       | NQ       | NQ      | NQ      | [ 5 ]       |
| Winfred Yavi            | bieg na 3000 m przez płotki | 9:17,32   | 12. Q     | —        | —        | 9:01,31 | 4.      | [ 6 ] [ 7 ] |

### Mężczyźni
| Zawodnik      | Konkurencja | Finał   | Finał   | Źródło |
| Zawodnik      | Konkurencja | Wynik   | Pozycja | Źródło |
| ------------- | ----------- | ------- | ------- | ------ |
| Shumi Dechasa | maraton     | 2:07:52 | 9.      | [ 8 ]  |